# Шпачинце
Шпачинце (слч. Špačince) насељено је мјесто са административним статусом сеоске општине (слч. obec) у округу Трнава, у Трнавском крају, Словачка Република.

## Становништво
| Година:    | 1994. | 2004.   | 2014.    | 2024.    |
| ---------- | ----- | ------- | -------- | -------- |
| Број људи: | 2039  | 2018    | 2613     | 3378     |
| Разлика:   |       | -1,02 % | +29,48 % | +29,27 % |

| Година:    | 2023. | 2024.   |
| ---------- | ----- | ------- |
| Број људи: | 3383  | 3378    |
| Разлика:   |       | -0,14 % |

Према подацима о броју становника из 2024. године насеље је имало 3378 становника.

## Познате особе
- Јозеф Стречански (*1900 – † 1980), СДБ, римокатолички свештеник, композитор, диригент[6]